# Ventilator

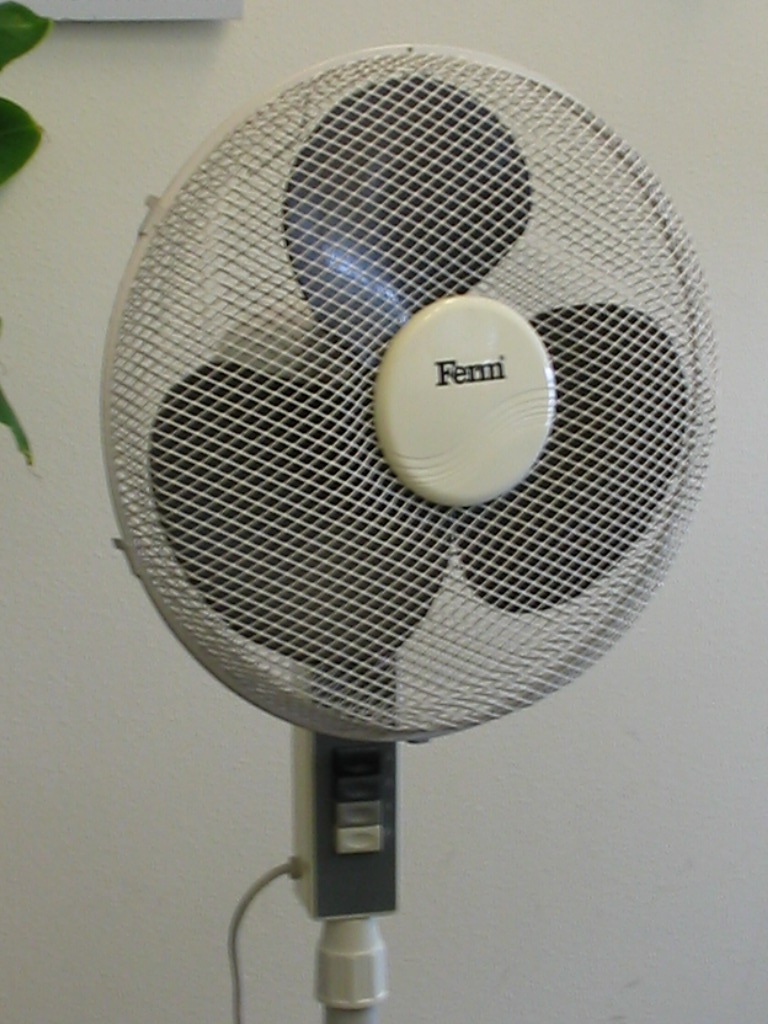
Een ventilator voor huishoudelijk gebruik

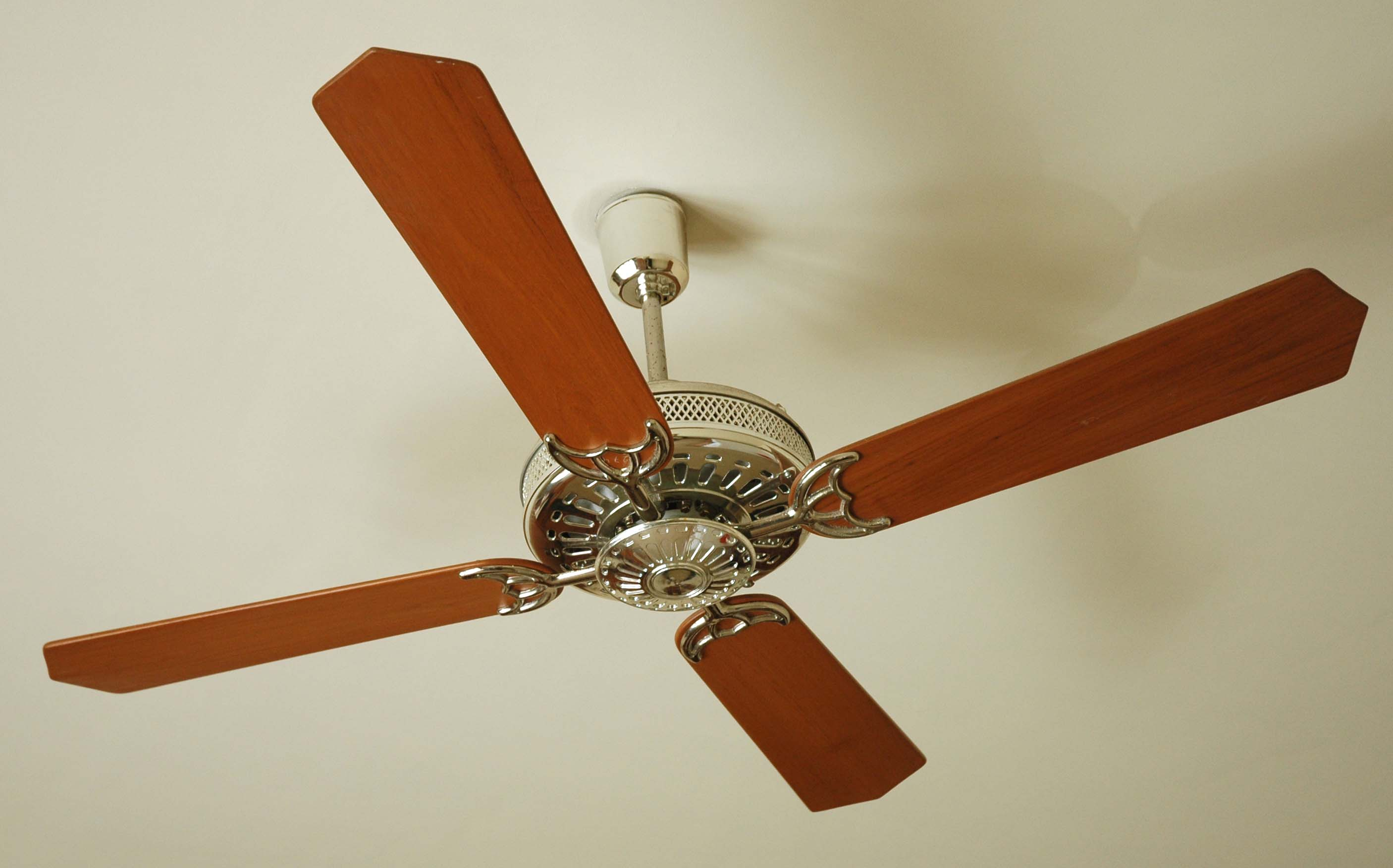
Een plafondventilator

Een ventilator is een turbomachine die ervoor zorgt dat lucht of een gas in beweging wordt gebracht. Een ventilator kan worden gebruikt om een ruimte te voorzien van verse lucht of om iets af te koelen door er lucht overheen laten te stromen. Meestal wordt de rotor van een ventilator aangedreven door een condensatormotor. Kenmerkend is dat de aangezogen lucht ogenblikkelijk verplaatst wordt. Een vergelijkbare techniek is te vinden in stofzuigers en afzuigkappen.

## Toepassingen van ventilatoren
Er zijn veel verschillende soorten ventilatoren, verschillend in grootte, toepassing en locatie.
- Ventilatoren voor huishoudelijk gebruik:
  - Tafelventilator
  - Plafondventilator
  - Muurventilator
  - Raamventilator
  - Branderventilator
- Koelventilatoren
  - Voedingventilator, voor het koelen van een voedingsblok in bijvoorbeeld een computer
  - Processorkoeler, voor het afkoelen van de processor in een computer
  - Ventilatoren in motoren (voor het afkoelen van het motorblok en van de vloeistof in het koelsysteem)
  - Koelventilatoren in de procesindustrie
- Ventilatoren in een luchtbehandelingskast
- Voedingsventilatoren van hoogovens (zuurstofvoorziening)
- Afvoerventilatoren om schadelijke gassen of rook te verwijderen
- Transportventilatoren voor luchtfilterinstallaties
- Beademingsapparaat
- Ventilatorjas

## Indeling ventilatoren

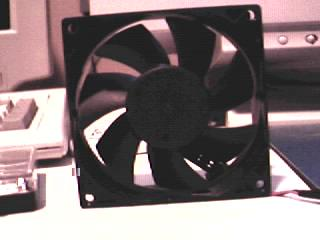
Een 80 mm axiale ventilator

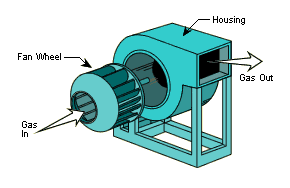
Een radiaal- of centrifugaal ventilator

Ventilatoren kan men al naargelang de constructie indelen in de axiaalventilator, en de radiaalventilator of centrifugaalventilator. Bij een axiaalventilator verplaatst de luchtstroom zich in de lengterichting (axiaal) van de aandrijfas. Bij een radiaal- of centrifugaalventilator wordt de lucht axiaal aangezogen, 90° omgebogen, en dwars op de lengterichting van de as (radiaal) uitgeblazen.
Axiaalventilator
- Voordelen: lichtere elektromotor mogelijk, platte bouwmogelijkheden.
- Nadelen: minder efficiënt, minder luchtverplaatsing.
- Toepassingen: koeling van watergekoelde motoren, tafelventilator, processorventilator.

Radiaalventilator of centrifugaalventilator
- Voordelen: kleine bouw met veel luchtverplaatsing mogelijk, stil, mogelijkheid om druk op te bouwen
- Nadelen: moeilijke bouw omdat de lucht in het midden aangezogen moet worden, zware elektromotor is nodig.
- Toepassingen: aanjager in auto, airco's, koeling van 2-takt motoren, drogers in wasstraten, mazoutbranders.